# Anne Givaudan
Pour les articles homonymes, voir Givaudan.
Anne Givaudan, parfois appelée Anne Meurois-Givaudan, née le 5 août 1951 à Montpellier, est écrivaine, autrice d'ouvrages de spiritualité New Age (ou Nouvel-Âge). Elle a collaboré à la rédaction de plusieurs ouvrages avec Daniel Meurois, son ex-mari, et Antoine Achram, son mari actuel. Ses livres traitent des sujets de la vie après la mort et de questions existentielles. Elle affirme que cette connaissance proviendrait de son expérience de voyages hors du corps.

## Biographie
Anne Givaudan déclare avoir commencé ses expériences de « voyage hors du corps » ou « décorporation » (ou encore « voyage astral ») , alors qu'elle était étudiante en lettres à l'université de Lille (Lille III) en 1971. Daniel Meurois, son premier mari, lui en aurait appris la technique.
Selon Jacques Chancel, elle a été professeur de français dans un collège près de Lens (Pas-de-Calais), où elle exerçait avec Daniel Meurois, également professeur de français. Pour sa part, Jean-Luc Porquet évoque, pour l'un et l'autre, sept années de « pionnicat » (comme « pions » ou surveillants).
Ces « décorporations » donnent lieu à l'écriture, en collaboration, de deux livres à succès, le premier, paru en 1980, Récits d'un voyageur de l'astral, et le second, paru en 1983, Terre d'Émeraude.
En 1984, les Meurois-Givaudan s'installent à Plazac en Dordogne et y fondent la société d'édition Arista qui publie leurs ouvrages pendant une douzaine d'années. Ils quittent ensuite la France pour le Québec. Là, après s'être séparée de Daniel Meurois, Anne Givaudan rencontre le pédiatre d'origine libanaise Antoine Achram, qu'elle épouse et avec qui elle écrit, en 1996, Formes-Pensées, tomes 1 et 2. En 2000-2001, elle est éditrice de l'édition en français de la revue internationale bimestrielle d'informations alternatives Nexus. Science & Alternative.
L'auteur est écrivain, conférencière, et enseigne les « thérapies esséniennes » ou « thérapies égypto-esséniennes », censées avoir été redécouvertes par Daniel Meurois,.

## Accueil critique
Cyril Le Tallec, auteur d'un Petit dictionnaire des mouvements ufolâtres France 1950-1985, trouve « stupéfiant » le livre Terre d'Emeraude, témoignages d'outre-corps, publié en 1983, notant que « la référence aux OVNI [y] est omniprésente et très explicite ».
Dans La France des Mutants (1994), Jean-Luc Porquet signale la dette d'Anne Givaudan et Daniel Meurois à l'égard du livre Le Matin des magiciens de Louis Pauwels et Jacques Bergier, bible du « réalisme fantastique » parue en 1960.
Se penchant sur Le Voyage à Shamballa - un pèlerinage vers soi, paru en 1986, Richard Caron est d'avis que le voyage des auteurs dans l'astral « équivaut à une véritable exploration de ce monde imaginal des révélations intérieures, où l'âme humaine s'approche au plus près de son principe divin ». Pour sa part, Alain Moreau, rendant compte du même livre et notamment de l'incursion des auteurs dans le monde souterrain de l'Agartha, fait remarquer que le personnage du « Marka » qu'ils disent avoir rencontré est en fait sorti de l'imagination d'un certain Raymond Bernard à la fin des années 1960 et au début des années 1970 pour les besoins de ses livres Rencontres avec l'insolite et Les maisons secrètes de la Rose-Croix, invention qu'il a lui-même reconnue. « Voilà qui pose, bien sûr, un gros problème ».
Selon Emmanuel Kreis et Stéphane François, Anne Givaudan « n’hésite pas à qualifier Les Sociétés Secrètes au XXe siècle – titre original du Livre Jaune [de l'auteur conspirationniste Jan van Helsing] – « d’excellent ouvrage », et en reprend des passages entiers sans toutefois utiliser les éléments explicitement antisémites ou faisant référence aux Protocoles des Sages de Sion ».

## Publications

### En collaboration
- (it) Anne Givaudan et Riccardo Geminiani, La maga e la bambina, Arte di Essere Edizioni, 2014, 81 p. (ISBN 978-88-98658-02-2)
- (it) Anne Givaudan, Silvia Di Luzio, Claudia Rainville et Matteo Rizzato, Scuola guida per coppie, Turin, Amrita Edizioni, 2015, 120 p. (ISBN 978-88-96865-78-1)
- (it) Anne Givaudan, Mauro Biglino, Igor Sibaldi et Stefano Bollani, Dialoghi tra Alieni. Conversazioni su universi vicini e lontani, Arte di Essere Edizioni & Trigono Edizioni, septembre 2017, 164 p. (ISBN 978-88-99994-01-3)

#### Avec Daniel Meurois
- Récits d'un voyageur de l'Astral - Le corps hors du corps, Arista, 1980 - (it) Fuori dal corpo. Guida pratica al viaggio astrale, Turin, Amrita Edizioni, 2017, 90 p. (ISBN 978-88-6996-056-7)
- Terre d'Émeraude, témoignages d'outre-corps, Arista, 1983 ; réédition aux éditions J'ai lu en 2008
- De mémoire d'Essénien, tome 1 - L'autre visage de Jésus, Arista, Plazac, 1984 - (de) Essener-Erinnerungen: die spirituellen Lehren Jesu, H. Hugendubel, 2007 - (es) El Otro rostro de Jesús: según recuerda un esenio, Luciérnaga, 2000 - (it) L'altro volto di Gesù. Memorie di un Esseno, t. I, Turin, Amrita Edizioni, 1986 (ISBN 978-88-85385-16-0)
- Les robes de lumière, lecture d'aura et soins par l'esprit, Arista, Plazac, 1987
- Par l'esprit du soleil, Arista, Plazac, 1990
- Sereine lumière : florilège de pensées pour le temps présent, Arista, Plazac, 1991
- Les neuf marches, histoire de naître et de renaître, Amrita, Plazac, 1991[15] - (es) Los nueve peldaños: Nacer y renacer, Luciérnaga, 2007 - (it) I nove scalini. Cronaca di una reincarnazione, Turin, Amrita Edizioni, 1991, 220 p. (ISBN 978-88-85385-04-7)
- Chronique d'un départ - Afin de guider ceux qui nous quittent, Amrita, Plazac, 1993 - (es) Crónica de un acompañamiento: para guiar a los que deben partir, Luciérnaga, 1994
- De mémoire d'Essénien, tome 2 - Chemins de ce temps-là, Le Passe-Monde,  (ISBN 978-2-923647-05-0) - (pt) Caminho dos Essenios, Livro 1 - A vida oculta de Jesus revelada, Editora Conhecimento
- Pratiques pour être et agir, Amrita, Plazac, 1996
- Le Voyage à Shambhalla - un pèlerinage vers soi, Arista, Plazac, 1996,  (ISBN 9782904616082) - (de) Die Reise nach Shambhala, Falk, 2001 - (it) Viaggio a Shambhalla, Turin, Amrita Edizioni, 1998, 240 p. (ISBN 978-88-85385-17-7)
- Wésak, l'heure de la réconciliation, Le Perséa, 1999,  (ISBN 2-922397-03-3)
- Le Peuple Animal : les animaux ont-ils une âme ?, Le Passe-Monde, 2002,  (ISBN 978-2-923647-09-8)
- Celui qui vient, S.O.I.S., Plazac, 2002 - (es) El que viene: de la sumisión a la libertad, Luciérnaga, 1996 - (it) Dalla sottomissione alla libertà, Turin, Amrita Edizioni, 1997, 232 p. (ISBN 978-88-85385-55-9)
- Un pas vers soi, sereine lumière, S.O.I.S., 2003,  (ISBN 978-2-951988-20-0)

### En solo
- Celui qui vient, tome 2 - Les Dossiers sur le gouvernement mondial, S.O.I.S., Plazac, 2002
- Formes-pensées, découvrir et comprendre leurs influences sur notre santé et sur notre vie, S.O.I.S., Plazac, 1996 - (it) Forme-pensiero II: trasformarle, guarirle, Torino, Amrita Edizioni, 2005
- La rupture de contrat, S.O.I.S., Plazac, 2006  (ISBN 2-9519882-9-X)
- Alliance, S.O.I.S., Plazac, 2007  (ISBN 2-9514674-3-5)[16] - (it) Anne Givaudan, Alleanza, Turin, Amrita Edizioni, 2001, 208 p. (ISBN 978-88-87622-39-3)
- Walk-in. La femme qui changea de corps , S.O.I.S., Plazac, 2007 - (it) Anne Givaudan, Walk-in. Uomini che cambiano corpo, Turin, Amrita Edizioni, 2002, 136 p. (ISBN 978-88-87622-45-4)
- Nos Mémoires: des prisons ou des ailes, S.O.I.S., Plazac, 2008  (ISBN 2-916621-00-8) - (es) Nuestras memorias: cárceles o alas, Grupo Planeta Spain, 2010
- Rencontres avec des êtres de la nature, S.O.I.S., Plazac, 2011
- Des amours singulières, S.O.I.S., 2015 - (it) Anne Givaudan, Altri amori, Turin, Amrita Edizioni, 2016, 134 p. (ISBN 978-88-6996-003-1)
- (it) Anne Givaudan, Ospiti sgraditi. E se smettessimo di averne paura?, Turin, Amrita Edizioni, 2017, 116 p. (ISBN 978-88-6996-096-3)